# Solenofágní hmyz

Stavba těla a bodavě-sacího ústrojí komára

Solenofágní hmyz, též solenofág, (termín vzniklý složením z latinského solenos – trubka, roura a fagos – pohlcující potravu) je krev sající (bodavý) hmyz, který má dlouhé a tenké bodavé ústrojí (dovoluje rychlé sání přímo z cévy), takže se netvoří hematom. Bodnutí není bolestivé a k sání dochází obvykle opakovaně v krátkých intervalech, a to i několikrát za den. Mezi solenofágy řadíme blechy, vši a komáry. Bodavý (krev sající) hmyz (někdy též hematofágní hmyz) můžeme tedy podle typu bodavě-sacího ústrojí zařadit do dvou kategorií: solenofágní a thelmofágní hmyz.

## Bodnutí
Solenofágní hmyz, oproti thelmofágnímu hmyzu (mají robustnější bodavé ústrojí, agresivní enzymy slin, sají pomalu a vyvolávají hematomy, patří mezi ně ovádi, muchničky a koutule), obvykle nezpůsobí svým vpichem infekci, funguje však velmi často jako přenašeč různých onemocnění. Mnohdy může docházet k sekundární infekci.

## Zástupci solenofágního hmyzu

### Blecha
Blechy jsou vývojově pokročilý a sekundárně bezkřídlý hmyz s proměnou dokonalou, v dospělosti výlučně cizopasný. Dospělé blechy sají krev svých hostitelů – savců (94 % druhů blech), ptáků (6 %). Kromě samotného sání na hostitelích jsou blechy nebezpečné zejména jako přenašeči mnoha bakteriálních onemocnění – například moru (Yersinia pestis), endemické myší skvrnivky (Rickettsia typhi), bartonelozy koček (Bartonella clarridgeiae), ale i helmintů. Z prvoků přenášejí u hlodavců několik druhů trypanosom. Z virů jsou pak vektory např. myxomatozy králíků. Štípance od blech vytvářejí na pokožce postižených lidí často charakteristické řady (např. kolem švů oblečení, atd.) a u citlivých lidí dochází ke vzniku nápadných pupenců.

### Veš
Vši jsou sekundárně bezkřídlým parazitickým hmyzem, jehož všechna vývojová stádia sají krev svých hostitelů. K sání dochází opakovaně, a to i několikrát za den. Ústní ústrojí mají značně modifikované (přeměněné) a přetvořené v bodavě-sací aparát s vysunovatelným styletem (štíhlé, ostré bodavě-sací ústrojí vší).
Alergické reakce hostitelů může způsobit trus vší, který je vetřen do drobných poranění vzniklých následkem sání (vstupní branou pro řadu sekundárních infekcí). Přenáší také různá onemocnění, a to jak u zvířat, tak u lidí. Pediculus humanus – veš šatní je přenašečem skvrnitého tyfu neboli "skvrnivky" (původcem bakterie Rickettsia prowazekii), dále přenášejí zákopovou horečku (bakterie R. quintana) nebo návratnou horečku (Borrelia recurrentis).

### Komár
Komáři mohou svým sáním znepříjemňovat život lidem, ale i jiným živočichům. Nebezpeční jsou však zejména jako přenašeči mnoha závažných onemocnění. Původce onemocnění (bakterie, virus,...) přenášejí (z člověka na člověka, ze zvířete na zvíře, ale také ze zvířete na člověka a opačně) ve slinách v bodavě-sacím ústním ústrojí. Díky schopnosti létat mohou nakazit obrovské množství svých obětí. Z virů je to například žlutá zimnice, horečka dengue – Dengue virus (Aedes aegypti, A. albipictus), západonilská horečka (Culex pipiens, C. modestus), japonská B encefalitida, Chikungunya virus, (Aedes aegypti, A. albopictus). Z protozoárních onemocnění je pak nejnebezpečnější malárie (plasmodium). Z helmintoz přenášejí komáři lymfatické filariozy (onemocnění vyvolané cizopasnými červy filáriemi vlasovci, převážně v subtropických oblastech), které u lidí způsobují elefantiázu.

### Speciální
- KUBÍČKOVÁ, Lucie. Emergentní mikrobiální patogeny přenášené hematofágními členovci v Evropě. Brno, 2009. Bakalářská práce. Masarykova univerzita